# Рудник Бені-Саф
Рудник Бені-Саф – колишнє гірничодобувне підприємство на півночі Алжиру.
Є відомості, що виходи залізної руди в районі сучасного міста Бені-Саф розроблялись ще в античності.
Після завоювання Алжиру Францією (1830 рік) високоякісними гематитовими покладами із вмістом заліза біля 60% зацікавились європейці, при цьому протягом кількох десятиліть видобуток залізної руди поблизу Бені-Саф вели різні дрібні підприємці. Руду спускали з гір до моря на віслюках (англійці брати Клейтони, що з 1855-го володіли однією із копалень за десяток кілометрів на схід від Бені-Саф у Камераті, проклали до узбережжя залізничну колію), після чого баркаси доправляли її на рейд для перевантаження на морські судна. 
В 1867-му дещо південніше від Бені-Саф почала роботи Companie de Mines de Soumah et Toufna (в подальшому була поглинена Companie de Mokta el-Hadid, що мала велику залізорудну копальню поблизу Аннаби). Враховуючи наміри здійснення повномасштабної розробки, в 1876 – 1881 роках вона спорудила порт Бені-Саф, який власне і дав початок сучасному місту з цієї назвою. Порт мав глибини 8 – 9 метрів та забезпечував прийом вантажних суден, що вивозили руду до Марселю. Видобуток руди вели у штольнях та відкритим способом, потім спускали канатною дорогою, а далі до порту проклали дві залізничні гілки довжиною по 3 км.
Вже у 1882-му порт Бені-Саф відвантажив 370 тисяч тон руди, для вивозу якої знадобились 205 пароплавів та 210 вітрильників. В 1883-му видобули 264 тисячі тон та вивезли 212 тисяч тон руди. В 1928-му рівень видобутку досягнув 750 тисяч тон. Також відомо, що станом на 1938 рік накопичений видобуток з початку розробки становив біля 20 млн тон.
В 1966-му (невдовзі після надбання Алжиром незалежності) рудник Бені-Саф був націоналізований. Втім, на тлі вичерпання запасів його подальша діяльність була не дуже тривалою – є відомості, що його закрили вже у 1970-му. В будь-якому випадку, у 1985-му замість залізорудної копальні почав роботу кар’єр, який забезпечував потреби цементного заводу.